# Vaillante

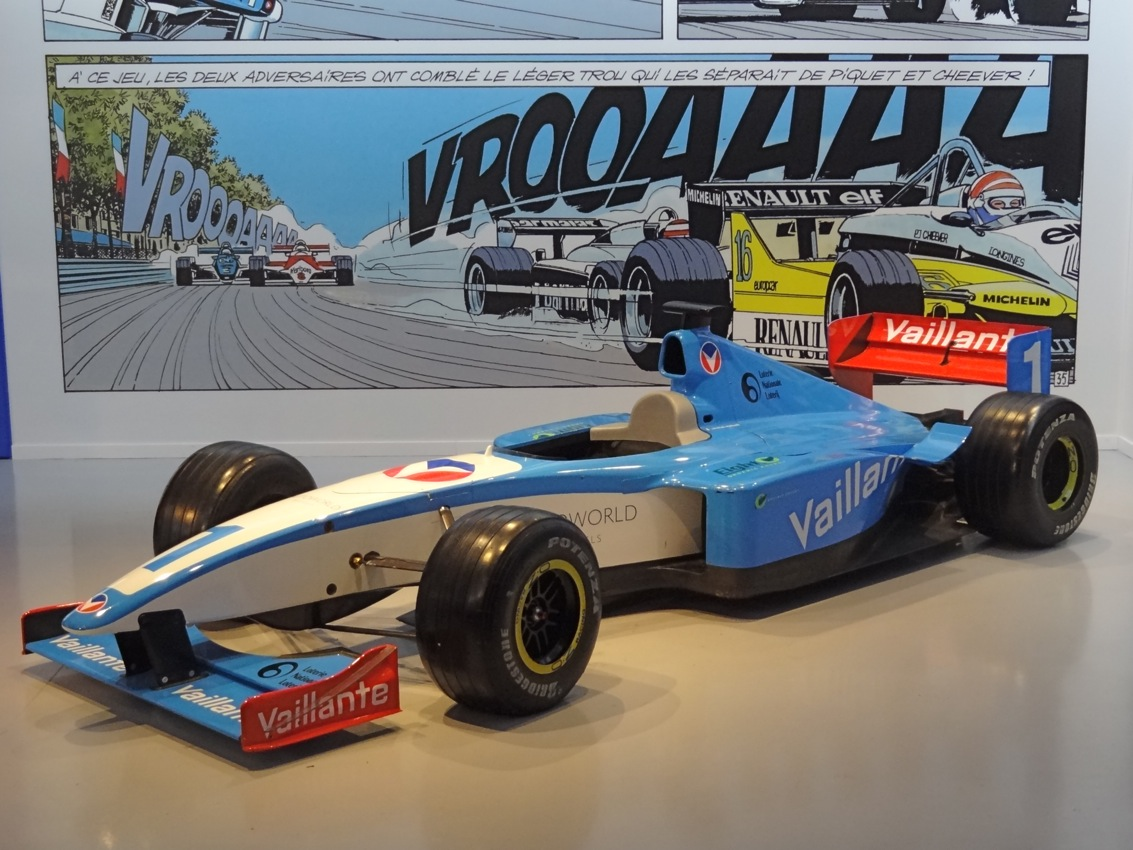
Vaillante Formule 1, voiture issue des albums de Michel Vaillant.

Vaillante est un constructeur automobile français de fiction, apparaissant dans la série de bandes dessinées Michel Vaillant. 
Dans la fiction, Vaillante a été fondée par Henri Vaillant, le père de Jean-Pierre et Michel Vaillant.

## Histoire
Vaillante est à l'origine un constructeur automobile qui crée ses propres voitures sportives. Puis, à la fin des années 1950, Henri Vaillant décida d’engager sa marque aux 24 heures du Mans et en Formule 1 afin de répondre au "Grand Défi" organisé par le journal américain New Indian et son homologue français L'Eclair de France. L'écurie se lance avec pour pilote Michel Vaillant, fils cadet de Henri. Le directeur technique du Team Vaillante étant Jean-Pierre Vaillant, le frère aîné de Michel qui fut également directeur général de la marque jusqu'à sa mort. Le logo de Vaillante a changé dans les années 1960 passant d'un simple V blanc sur un disque rouge à un V stylisé en flèche sur un disque rouge et bleu. Depuis sa création toutes les voitures de compétition portent les mêmes couleurs bleu ciel et blanc pour la première et l'inverse, blanc et bleu, ciel pour la seconde. De la même manière, les couleurs de la combinaison des pilotes sont inversées par rapport à la voiture. Les voitures de tourisme utilisées par les personnages sont souvent d'un bleu similaire à celui utilisé dans le département compétition. En parallèle des activités sportives, Benjamin Vaillant créé lui sa société de transport routier basée à Marseille. 
Le groupe Vaillante disparaît en 2016, fusionné avec Leader, son historique concurrent, et absorbé par Slate, la firme de l'Américain Ethan Dasz ; seul le département compétition, qui était indépendant du reste du groupe, est épargné. L'entreprise renaîtra par la suite après la mise au jour du délit d'initié de Dasz et l'arrestation de celui-ci.

## Filiales fictives
Les Usines Vaillante est la division française du constructeur, spécialisée dans les camions et voitures de sport de haute performance. Les Usines Vaillante possèdent de nombreux circuits de formation, des parkings, des bâtiments divers pour le stockage (entrepôts) et de nombreux bureaux.
Team Vaillante est le nom du département compétition de la marque. Selon les albums de Michel Vaillant, Henri Vaillant a créé l'écurie en 1939, c'est-à-dire la première fois qu'il a engagé sa firme aux 24 Heures du Mans. Sa coéquipière de l'époque était Margaret Randson, une jeune femme anglaise qui s’avéra être la tante maternelle de Ruth. Puis, quand il fut le temps pour Henri Vaillant de passer le flambeau, ce fut son fils, Jean-Pierre, qui reprit la direction de l'équipe. De nombreux pilotes célèbres ont été engagés sur Vaillante : tout d'abord, des personnages principaux, Michel et Jean-Pierre Vaillant, Steve Warson, Yves Douléac, Julie Wood, Gabriele Spangenberg, mais également des pilotes réels, dont Jacky et Vanina Ickx, Didier Pironi, Patrick Tambay, Thierry Boutsen, Jean-Pierre Beltoise, René Arnoux, ou encore Éric Bernard.
A.S.V (Amicale Sportive Vaillant) est une association qui appartient à la famille Vaillant. Cette association possède un centre de formation et d'apprentissage pour les jeunes pilotes amateurs.
Benjamin Vaillant est une entreprise indépendante de transport routier dont le siège est à Marseille (Bouches-du-Rhône).
Cette entreprise est dirigée par Benjamin Vaillant, le frère d'Henri et oncle de Michel et Jean-Pierre. Benjamin dirige sa société en collaboration avec Mme Douléac, la mère d'Yves.

## Modèles principaux

### Modèles fictifs
- Vaillante Commando
- Vaillante Marathon
- Vaillante Rush
- Vaillante Ouragan
- Vaillante Le Mans
- Vaillante Cervin
- Vaillante GIL

### Modèles réels
- Vaillante Grand Défi

## Dans la réalité

### 24 Heures du Mans 2002
La Vaillante est l'une des deux voitures de compétition équipées de caméras, avec la Leader, à avoir été engagée lors des 24 Heures du Mans 2002 afin de réaliser le film Michel Vaillant de Louis-Pascal Couvelaire, adapté de la bande dessinée de Jean Graton et Philippe Graton, et produit par Europacorp, la société de production de Luc Besson. C'est la voiture du héros, Michel Vaillant, incarné par Sagamore Stévenin.
Le châssis B98/10 a été acheté au constructeur Lola Cars et la voiture est motorisée par un V10 atmosphérique Judd de 4 litres de cylindrée. Michelin fournit les pneumatiques. L'écurie Bob Berridge Racing, assistée de DAMS, s'occupa de développer et de faire courir la Vaillante au 24 Heures du Mans. La voiture dispose d'un équipement spécial afin d'obtenir des plans cinématographiques exploitables pour la réalisation du film. Trois pilotes confirmés se partageaient le volant pendant l'épreuve : Philippe Gache, Emmanuel Clérico et Michel Neugarten. Sagamore Stévenin ne conduira pas pendant la course.
Inscrite dans la catégorie LMP900 (devenue LMP1), elle termine l'épreuve de 24 heures en bouclant 150 tours du circuit de la Sarthe. Bien qu'étant la 27e et dernière voiture (douzième des LMP900) à franchir la ligne d'arrivée, elle ne sera pas classée, selon la règle, pour ne pas avoir couvert le minimum de 70 % de la distance parcourue par le vainqueur.
| Châssis             | monocoque carbone                                 |
| Moteur              | Judd V10-4L atmosphérique, double ACT, 4 soupapes |
| Puissance           | 620 ch à 10 800 tr/min                            |
| Boîte de vitesses   | Lola/Hewland 6 vitesses, à commande séquentielle  |
| Roues               | OZ 18"                                            |
| Freins              | AP carbone                                        |
| Pneumatiques        | Michelin                                          |
| Dimensions          |                                                   |
| Longueur            | 4 650 mm                                          |
| Largeur             | 1 998 mm                                          |
| Empattement         | 2 800 mm                                          |
| Poids à vide        | 918 kg                                            |
| Réservoir d'essence | 90 litres                                         |

### Championnat du monde d'endurance FIA 2017

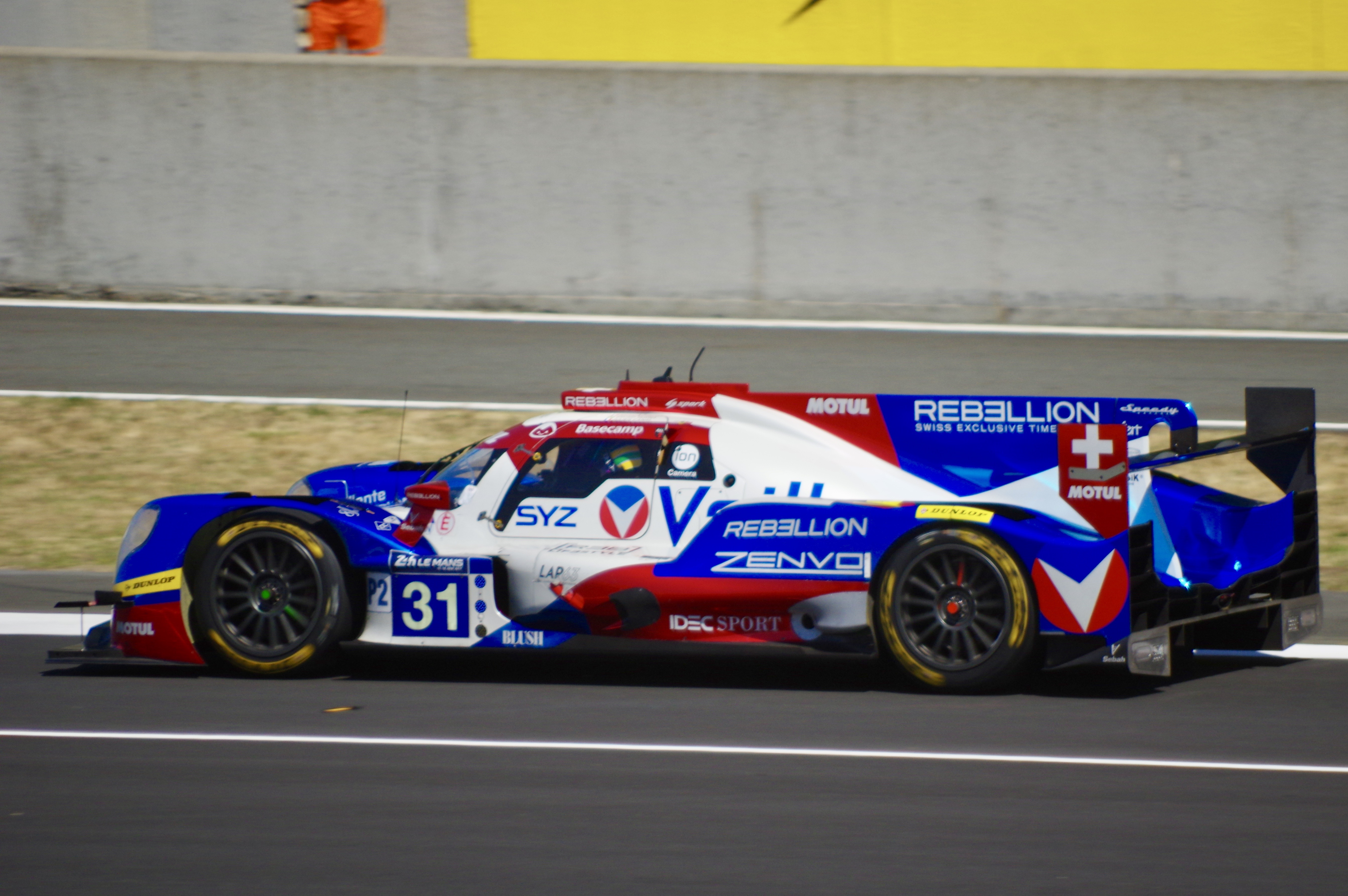
L'Oreca 07 n°31 de l'écurie Vaillante Rebellion lors des 24 Heures du Mans 2017

L'écurie suisse Rebellion Racing s'était engagée dans la catégorie LMP2 avec deux Oreca 07 dans le Championnat du monde d'endurance FIA 2017. Ces voitures avaient été confiées aux pilotes Nicolas Prost, Bruno Senna, Julien Canal, Nelson Piquet Jr, Mathias Beche et David Heinemeier Hansson. La voiture n°31 pilotée par Nicolas Prost, Bruno Senna et Julien Canal avait remporté le titre du championnat LMP2.

### European Le Mans Series 2022
L'écurie TDS Racing x Vaillante s'était engagée dans la catégorie LMP2 avec Une Oreca 07 dans le championnat European Le Mans Series 2022. Cette voiture avait été confiée aux pilotes Mathias Beche, Philippe Cimadomo et Tijmen van der Helm. Un dossier avait été également déposé afin de participer au 24 Heures du Mans 2022 et le comité de sélection de l'ACO qui avait retenu l'écurie pour l'épreuve.